# 索里亞女公爵瑪格麗塔王女
瑪格麗塔·德·波旁公主（西班牙語：Infanta Margarita of Spain，1939年3月6日—），西班牙國王胡安·卡洛斯一世的妹妹，索里亞女公爵、第二代埃爾納尼女公爵，西班牙元勛。

## 家庭
1972年，瑪格麗塔與卡洛斯·祖利塔結婚，兩人共有1子1女：
- 阿方索·胡安·卡洛斯·祖利塔·德·波旁，西班牙元勛（1973年出生）
- 瑪麗亞·索菲亞·愛蜜莉亞·卡門·祖利塔·德·波旁，西班牙元勛（1975年出生），她有一個兒子
  - 卡洛斯·阿方索·胡安·祖利塔·德·波旁（2018年出生）[1]

## 埃爾納尼女公爵
1979年1月6日，瑪格麗塔的堂兄曼弗雷多·路易斯·德·波旁，第一代埃爾納尼公爵去世，他的公爵頭銜由瑪格麗塔繼承。
胡安·卡洛斯一世國王同意了這一要求，1981年5月27日，她成為了第二代埃爾納尼女公爵，伴隨著西班牙元勛。貴族頭銜是指西班牙埃爾納尼鎮。
1981年6月23日，瑪格麗塔被國王授予更高的終身公爵身份，並成為索里亞女公爵（指西班牙索里亞市）。